# Петър Брайков
Петър Брайков Брайков е български художник – график.

## Биография
Петър Брайков е роден на 25 юни 1940 г. в Пловдив. В родословието на фамилията си има македонска и егейска жилка чрез прабабата на Здравка – Мария. Има и възрожденско потекло, баба му от Клисура е племенница на Никола Караджов, който е водач на Априлското въстание през 1876 г. в този край.
През 1967 г. завършва специалност „Илюстрация, оформление на книгата, графика“ във Висшия институт за изобразително изкуство „Николай Павлович“ при проф. Веселин Стайков. Работи в областта на графиката, илюстрацията и монетната пластика. Участва в общи художествени изложби в България и представя българската графика по целия свят. Правил е самостоятелни изложби в Делхи, Братислава, Виена, Дамаск, Париж, където участва и в големия Есенен салон през 1984 г.
Загива при нелеп инцидент на Пловдивската гара през 1987 г. Месеци след неочакваната му смърт неговата съпруга Христина Петрова и дъщеря му – художничката Здравка Брайкова, правят изложба в негова чест.